# Alonso Sánchez González
Alonso Sánchez Suárez (Alicante, 18 de abril de 1990) es un futbolista que juega como centrocampista en el burgerquinde la Tercera División RFEF.

## Trayectoria
Nacido en Alicante, Alonso se formó en la cantera del Villarreal CF Fútbol base y en 2004 se incorporó a los juveniles del Hércules CF y Levante UD más tarde. En 2008 firma con el filial del Recreativo de Huelva y debutaría con el Atlético Onubense de Tercera División en la temporada 2008-09. En las temporadas siguiente volvería a la Comunidad Valenciana para jugar en las filas del Crevillente Deportivo y Club de Fútbol Gandia.
En 2011 se marcha a Noruega donde comenzaría un periplo de 8 temporadas en equipos de segunda división de Noruega e Islandia como Valdres FK, Raufoss IL, Víkingur Ólafsvík, IF Fram Larvik, UMF Afturelding y Lysekloster IL. En octubre de 2015 formando parte de la plantilla del Raufoss Fotball, que juega en el grupo 2 de la Oddsenligaen (3ª división), se proclama campeón de liga y logra el ascenso matemático a la Obos Ligaen (2ª división).
En 2018 se proclamaría campeón de la 1. deild karla con el UMF Afturelding islandés. El 6 de enero de 2020, firma con el Royal Pari Fútbol Club de la Primera División de Bolivia que dirige el entrenador español Miguel Ángel Portugal. El 14 de octubre de 2021, firma por la RSD Alcalá

## Clubes
| Club                   | País     | Año         |
| ---------------------- | -------- | ----------- |
| Atlético Onubense      | España   | 2008 - 2009 |
| Crevillente Deportivo  | España   | 2009 - 2010 |
| CF Gandía              | España   | 2010 - 2012 |
| Valdres FK             | Noruega  | 2012 - 2014 |
| Raufoss IL             | Noruega  | 2014 - 2017 |
| UMF Víkingur Ólafsvík  | Islandia | 2017        |
| Fram Larvik            | Noruega  | 2018        |
| UMF Afturelding        | Islandia | 2018 - 2019 |
| Lysekloster IL         | Noruega  | 2019 - 2020 |
| Royal Pari Fútbol Club | Bolivia  | 2020 - 2021 |
| RSD Alcalá             | España   | 2021 - 2022 |

## Palmarés

### Campeonatos nacionales
| Título         | Club            | País     | Año  |
| -------------- | --------------- | -------- | ---- |
| Oddsenligaen   | Raufoss IL      | Noruega  | 2015 |
| 1. deild karla | UMF Afturelding | Islandia | 2018 |